# 豫皖苏解放区
豫皖苏解放区，是中國共產黨政权在第二次國共內戰时期所設，地跨河南、安徽、江苏三省的解放区。北起陇海铁路、东至津浦铁路、南至黄河、西至平汉铁路。

## 历史
内战爆发的前一个月，即1946年5月，国军先行开始对水东地区进行军事“围剿”。1946年5月，郑州绥靖公署主任刘峙遵照蒋介石命令，签发了《关于豫东地区团队配合国军清剿水东杞、睢、太、通匪军计划》，调集整编第五十五师第一八一旅米文和部、整编第六十八师第八十一旅葛开祥部以及河南第十二专署、第二专署所属地方团队和保安四纵队张岚峰部等2万兵力，由河南第七区专员兼保安司令田镇洲任总指挥，从5月11日开始，分四路向水东地区进攻，一个月占领水东。以堵住中原解放军向北的退路，切断中原解放区与华北、华中的联系。冀鲁豫六地委、分区在太康召开了李寨会议，全面安排反“围剿”战斗，按照部署，各县区武装就地坚持游击战；分区三十团机动作战、寻机歼敌；杞通独立团活动于杞通和杞北地区，支援县区武装。三十团接连获得了竹林、张三寨和清集等战斗的胜利。1946年6月5日，冀鲁豫军区参谋长潘焱率军区独立旅来水东支援，连克通许练城，扶沟白潭、吕潭，并取得了杞县圉镇、孔庄反击战的胜利。6月10日刘峙在杞县召开郑州绥署现场会议，决定配40辆汽车组建快速追剿部队，寻六分区主力作战；保安四纵队司令张岚峰到太康龙曲坐镇指挥并下令毁掉1.1万亩高粱，防止水东军民利用青纱帐发动袭击。为了粉碎军事追剿，水东主力部队在一个月内行军775公里，仅在吕潭休息3天，其余均在行军战斗中；共打了29仗，其中与500人以上敌人作战的战斗就有22次。为了给敌人沉重一击，潘焱决定利用张岚峰在外的机会，7月12日直捣其柘城老巢，俘少将军需处长张维斋以下官兵500余人，毙伤敌人30余名，缴获枪支弹药、电台、黄金等大批军用物资。张岚峰闻讯急忙从水东中心区撤军。水东赢得了反围剿胜利。 
1946年7月整编第88师、整编第58师、交警第二总队、江苏保安旅及萧县、宿县、砀山、夏邑、永城、商丘、涡阳、亳县、蒙城、怀远等县的保安团、还乡团，向津浦铁路东的华中七分区攻击的同时，也扑向路西的华中八分区，并且连续占领了黄口、砀山县城、萧县县城、岱山口、瓦子口及濉溪口一带。山东野战军跨陇海铁路与华中野战军协同作战，晋冀鲁豫野战军也发布出击陇海路战役基本命令。冀鲁豫三分区、五分区、六分区和华中八分区军民参战支前，各分区主力部队分别编入破击陇海铁路的左路军和右路军，在刘邓指挥下，从8月10日至21日与晋冀鲁豫野战部队一起，破坏陇海铁路155公里，歼敌1.6万，攻克兰封、砀山、杞县、通许、虞城等5座县城和12处车站，迫敌从围攻中原解放军的战场和华中战场分别调出3个整编师和精锐第五军、整编第十一师集中到冀鲁豫战场。萧县、雪枫、夏邑、单虞、复程、民权、考城、克威等县动员组织民工和民兵20余万人，以及大车、担架、牲畜等随军支前。
国军东路援军趁华中八分区空虚，1946年8月中旬在徐州、蚌埠一线向八分区侧背发动攻击。晋冀鲁豫野战军指示八分区参战军民立即从陇海铁路全线撤回御敌。八分区主力部队和县区武装顽强抗击，因力量悬殊过大，加之缺乏类似作战经验，致使处境日益艰难。迫于形势，1946年9月上旬八分区东南部的宿蒙、宿怀两县的党政干部和武装力量开始陆续向西转移。9月中旬，八分区东部萧县、宿县的干部和武装也转移到雪枫、雪涡县境活动。而雪枫、雪涡、夏邑等县的形势，随着敌人压力的增大，日趋恶化。分区机关、部队和各县干部、武装，只好再向西撤退，相继到达边区西部的雪商亳县，八分区与上级失去电台联络。10月上旬，八分区把200名干部向西转移到冀鲁豫六分区；接着在雪商亳县召开县、团干部会议，决定以雪商亳为基地，采用分区主力外线作战，县区武装内线坚持的方针，东进恢复解放区；全分区组建第一、二、三、四工委；分区的3个独立团与8个县总队合编为第一、二、三、四支队随各个工委活动；从各县区撤出的地方干部组成第五支队，即干部支队，相机撤往冀鲁豫六分区；分区主力三十四团、三十五团和骑兵大队等，由司令员张太生和政委寿松涛带领与各支队协同作战；派少量人员到商亳公路以西活动，试探开辟新区，沟通与冀鲁豫六分区的联系。会后，分区主力部队、各工委、支队便按照分工区域分头东进反击。张太生、寿松涛分别率领分区主力部队，从八分区南北两翼东进反击，先后3次深入八分区腹地。历经月余，东进部队虽给敌人以部分杀伤，但终因力量单薄，很难在当地站稳，不得不退回雪商亳。各工委、支队东进的情况如此相似，未能立足当地，不得不重回雪商亳。而派往西部开辟新区的行动，取得了一些成绩。10月中旬，由孙清淮、胥照五等人带领的100余名武装人员，西越商亳公路，在商、亳、鹿、柘边界敌人力量薄弱处开展游击活动，很快打开局面，建立了中共商亳鹿柘工委和商亳鹿柘办事处，使八分区在西部边缘区有了突破，架起了通往冀鲁豫六分区的桥梁，干部支队随之经过商亳鹿柘进抵六分区。11月中旬，八分区召开军事会议，决定重新调整部署，把全力东进反击恢复老区的策略，改为“在继续恢复老区的基础上，拿出较大的力量向商亳公路以西、涡河以南发展，开辟新区，以牵制、分散老区敌人的兵力，使之与六分区连结一片”。根据这一新的战略布署，寿松涛带领三支队向东南插入雪涡、宿蒙、宿怀地区；李浩然率一、四支队在雪商亳、雪枫、夏邑等县坚持斗争；张太生、何启光率分区主力、二支队及一些地方干部，向商亳鹿柘挺进，开辟新区。11月18日，张太生率部包围了鹿邑枣子集敌据点，歼敌600余名，一战使得商亳鹿柘工委站住脚跟。随后，工委和办事处改建为商亳鹿柘县委和商亳鹿柘县民主政府，并设立了枣子集、高辛集、牛市集、张集4个区政权。11月下旬，张太生率八分区主力和二支队，由商亳鹿柘南渡涡河，扫除了鹿邑、亳县、太和边界地区的国民党政权和地方武装，建立了中共鹿亳太县委和民主政府，扩展了八分区的活动范围。 
根据中共中央1946年10月19日决定，1946年11月6日，「豫皖苏区党委」成立。1946年12月12日，张国华、吴芝圃两部与冀鲁豫边、华中的两个分区机关在睢县平岗会合，总兵力1.4万余人。12月16日，「豫皖苏军区」在河南省睢县平岗成立。
- 豫皖苏军区政委吴芝圃区党委书记兼
- 豫皖苏军区司令员张国华
- 第一地委、第一军分区：原属八路军冀鲁豫军区第十二军分区（水东军分区）与冀鲁豫区党委第十二地委。辖睢、杞、太康、通许、柘城、扶太西、克威、睢（县）杞（县）、扶沟、商（邱）宁（陵）、柘（城）南等县，专署驻睢杞太的傅集、板木等地。1月撤宁（陵）柘（城）商（邱）。2月克威县析置睢（县）宁（陵）。9月通许县析置开（封）陈（留），10月划属5专区。
- 第二地委、第二分区：新创立。辖鹿邑、西华、周口、淮阳、淮（阳）太（康）西（华）、阜阳、鹿（邑）亳（县）太（和）、沈（邱）项（城）临（泉）等县，专署驻鹿邑吴台、郸城王寨一带。1月设淮阳、西华。2月设沈（邱）鹿（邑）淮（阳），撤鹿淮太。5月，鹿亳太改亳、太和。10月，阜阳改阜（阳）北，沈项临划入4专区后撤销。
- 第三地委、第三军分区：原属新四军第四师与华中分局的第八军分区与第八地委。辖雪枫、夏邑、雪（枫）涡（阳）、雪（枫）商（邱）亳（县）、商（邱）亳（县）鹿（邑）柘（城）、萧（县）宿（县）永（城）县等县，专署驻雪枫县裴桥。
- 豫皖苏军区独立旅：水东、路西的分区基干部队上升编组建。辖三十团（原八路军水东军分区独立团）、三十四团（原属新四军第四师第12旅）、三十五团（原属新四军第四师第12旅），旅长金绍山，政委张太生。后发展为第十八军第53师。[1]

豫皖苏区党委制订了“巩固一分区，开辟二分区，恢复三分区”的战略方针。
1947年1月24日至2月11日，晋冀鲁豫野战军主力开展陇海路南战役，这使得豫皖苏3个分区连成一体。
1947年6月30日晋冀鲁豫野战军主力强渡黄河打响鲁西南战役，国军郑州指挥所、商丘的第六绥靖区用于围剿豫皖苏的部队被迫北调陇海路北，豫皖苏反“清剿”斗争胜利结束，转入夏季反攻作战。此时，豫皖苏边区恢复水西（设政府办事处）、开辟沙（河）南，所辖县份增至25个，“已成为东西南北四大解放区（冀鲁豫、大别山、豫西、华东）之枢纽，且为全国重要战场之一。”
1947年8月7日，刘邓大军分三路经豫皖苏南下，千里跃进大别山。1947年9月26日至10月26日，陈毅、粟裕率领华东野战军外线兵团进入豫皖苏，歼敌1.1万余人，攻克县城24座，彻底结束了豫皖苏长期在敌后独立坚持、在坚持中求发展的局面。
1947年10月，华东野战军总前委决定，抽调2个师部、2个团及4个团的干部，参加开辟豫皖苏地区。1948年2月28日，华东野战军第3纵队第7师师部，第4纵队第11师第33团，第8纵队第24师师部率第71团调归豫皖苏军区建制，撤销第7、第24师番号。10月，豫皖苏边区增设第4、5、6专区，“一个月来，我军席卷洪泽湖西、平汉路东、淮河以北的东西千余里，南北六百余里的广大平原，克县城24座。除原坚持敌后的陇海路南、津浦路西、涡河与大沙河北已建三个专署1000余万人口外，又于涡沙以南、黄泛区以西、淮河北新建三个专署，辖1000余万人口。”
1947年11月20日，晋冀鲁豫边区政府决定改组成立豫皖苏边区行政公署，吴芝圃为主任，彭笑千为副主任，辖6专区56县3市。
1947年底至1948年春，豫皖苏解放区中心区开始土地改革运动。至1948年3月，豫皖苏新开辟了第四、第五、第六、第七、第八分区。
1948年4月，豫皖苏边区扩展到东临津浦路，西至平汉线，北抵陇海路，南邻大别山。4月10日，豫皖苏边区行政公署通令辖县过多的第4专区析置七、八专区：“原四专署西北办事处，改建为第七专署”，辖沙河以南的商水、项城、上蔡3县；“原四专署西南办事处，改建为第八专署”，辖汝河以南的汝南、正阳、息、汝（南）正（阳）、汝（南）正（阳）确（山）5县。
根据中共中央5月9日《关于改变华北、中原解放区的组织、管辖境地及人选的决定》，豫皖苏边区由晋冀鲁豫边区划归新设立的中原解放区，6月24日组成豫皖苏中央分局（原豫皖苏区党委8月21日撤销），华东野战军第三副政委宋任穷为书记，吴芝圃为副书记；豫皖苏军区升为二级军区，华东野战军代司令员粟裕兼司令员，宋任穷兼政委，张国华（主持工作）、毕占云为副司令员，吴芝圃兼副政委；豫皖苏边区行政公署仍以吴芝圃为主任，杨一辰、彭笑千为副主任。分局“驻地不固定，在界首以及以界首为中心的亳县、杞县、太康、郸城、淮阳等县一带流动。”
1948年10月24日攻克河南省会开封，市军管会主任王其梅；11月6日再克该城，吴芝圃兼豫皖苏边区直辖开封特别市（1949年1月改称开封市）军管会主任、市委书记和市长。
1948年12月25日《豫皖苏中央分局关于准备干部的决定》，为调集派赴新区、接收武汉及配备中原行政区政府的1750名干部，将战争环境析置、组合的若干县域复原——“原县（市）、区划得过于零散和太小者，可研究合并，以节省干部；一般可恢复旧县界，过大过小者作适当调整。合并调整县区行政区域，各地委可先研究提出具体方案报告分局，由分局统一决定后实施。”。1949年2月，太康、太北两县合并，撤销安平县。
1949年2月18日《豫皖苏边区地亩、人口、县区统计表》，全区现划分为第1至第8专区，开封、槐店、界首3个行署辖市，计4个专署辖市、68个县、555个区、5589个行政村、74781个自然村，人口2130.7万。
- 第1专区10县和商邱市
- 第2专区9县和周口、亳州2市
- 第3专区12县
- 第4专区7县和阜阳市
- 第5专区8县
- 第6专区9县
- 第7专区6县
- 第8专区7县

1949年2月，界首市、槐店2市改由边区直辖。
豫皖苏军区部队及中原野战军第1纵队第20旅，已于2月18日改编为第二野战军第18军，张国华任军长，谭冠三任政委。
1949年3月7日，撤销豫皖苏行政区，经中原临时人民代表会议选举在开封市成立中原临时人民政府。邓子恢为主席，吴芝圃（原豫皖苏行署主任）、李一清（原豫西行署主任）为副主席，豫皖苏、豫西、桐柏3行政公署撤销。“除皖、苏部分划归华东区外，重划中原区为鄂豫、江汉、陕南三个行署区，开封、郑州两个直辖市及陕州、洛阳、郑州、许昌、南阳、汝南、商邱、淮阳、陈留等九个直辖专署区”。原豫皖苏边区的豫东部分：
- 第5专区鄢陵县划属许昌专区
- 第3专区雪枫县划归华东区
- 开封市：中原临时人民政府驻地（6月移治武汉，次年2月改组为中南军政委员会）。
- 陈留专区：原分属1、5专区的陈留、开封、中牟、洧川、尉氏、通许、杞、兰封、考城9县；
- 商邱专区：原分属3、1专区的朱集市和商邱、宁陵、睢、民权、柘城、虞城、夏邑7县；
- 淮阳专区：原分属2、1、5、7专区的周口市和淮阳、鹿邑、太康、扶沟、西华、商水、项城、沈邱8县；
- 汝南专区：原分属8、4、7专区和豫西、桐柏2行署区的汝南、确山、遂平、西平、上蔡、新蔡、息、正阳8县。3月15日，中原临时人民政府通令：撤销汝南专区，划汝南、西平、遂平、上蔡、正阳、息、新蔡、确山、信阳9县和信阳、驻马店2市设为确山专区。专署暂驻汝南，以原豫皖苏边区第8专署关防代章。

1949年5月6日令：息县划归潢川专区。
原豫皖苏边区的皖、苏部分，统一划归华东皖北行署区：1949年4月中旬成立，行政公署驻合肥市：
- 原分属2、4、6专区的相关市、县，组成阜阳专区，辖界首市和阜阳、临泉、太和、涡阳、毫县、蒙城、凤台、颍上8县，专署驻阜阳县；
- 原分属3、6专区的雪枫、萧、砀山、怀远4县，划属宿县专区，专署驻宿县

1952年1月，原属豫东的雪枫县在复名“永城县”后，划回河南省商邱专区。

## 各分区
- 第一分区：原八路军第一一五师开辟的冀鲁豫军区在陇海路南睢杞太的水东抗日游击根据地，1945年3月6日改称冀鲁豫第十二分区。辖第1团。1948年3月司令员戴文贤（原华野八纵23师副师长）/郭廷万（原华野三纵9师师长）。辖8县：杞县、太康县、睢县、商（邱）南县、柘城县、宁陵县、睢（县）宁（陵）县、克威县。1948年商南划属3专区；3月克威县析置陈留县；10月设兰封县；11月撤睢宁县、克威县。11月设商邱市、朱集市。

- 第二分区：1946年12月中旬豫皖苏区设立后，豫皖苏军区副司令员魏凤楼率领豫东纵队（2个小团）第一团、第三团南下，在一、三分区之间涡河以南沙河以北新开辟第二分区，包括鹿邑、太和、界首、沈丘等地。豫东抗日游击第一纵队改编为豫皖苏军区第二分区，魏凤楼兼任第二军分区司令员。配合豫皖苏军区独立旅在周口北寨全歼了交警第七总队。第二军分区逐步发展为三个大团，加上鹿邑、柘城、淮阳、界首、白马驿几个县支队，亳县、太和、沈丘、项城、太康、西华、扶沟的县大队等地方武装，总兵力17000多人。1947年7月魏凤楼因伤口复发到石家庄治伤，王继贤继任第二军分区司令员，辖第4团、第11团。副政委钟发宗（原华野一纵3师8团政委）。辖8县：鹿邑县、淮阳县、亳县、太和县、界首县（沈鹿淮县改设）、周口县（即商水县）、亳（县）鹿（邑）太（和）县、夏亭县（亦称淮太西县）。淮阳县9月析置淮阳市，界首县10月析置界首市。撤亳鹿太县。6月鹿邑析置安平；8月撤淮太西，分设太康、太（康）北（属1专区）。设淮阳市、界首市，1月设周口市，8月设亳州市

- 第三分区：原为新四军第四师开辟的淮北津浦路西抗日游击根据地。抗战胜利后，位于苏皖边的新四军第四师第三军分区和两个独立团奉命成立新四军第四师第12旅，三分区机关编为十二旅的旅部，独一团编为十二旅34团，独二团编为35团，各县大队为基础组建为36团，饶子健任旅长，张太生任政委，赵汇川任副旅长兼参谋长，王学武任政治部主任。1945年底，饶子健带旅机关一半人员和34团、36团编入华中野战军第九纵队，张太生带旅机关另一半人员和35团到津浦路西接第11旅的防地（11旅回路东编入华野九纵），成立华中第八军分区，张太生任分区司令兼政委，又将地区武装组建成一个团，番号为34团，田宝湖任团长，洪流任政委。1945年10月25日后为华中分局领导的苏皖边区政府下属的第八行政区与第八军分区。吴芝圃任地委书记兼军分区政委，张太生任军分区司令员，彭笑千任专署专员。八分区范围东至津浦铁路，北至陇海铁路、西至商丘-亳州公路，南至涡河。辖9县：夏邑县、雪枫(永城县)、雪（枫）涡（阳）、萧县、宿（县）西县、宿（县）蒙（城）县、雪（枫）商（邱）亳（县）县、宿（县）怀（远）县、商（邱）亳（县）鹿（邑）柘（城）县。[2]1948年1月永城、夏邑、砀山析置砀（山）南县，设萧（县）宿（县），宿西划属江淮区。豫皖苏之商南县。淮海战役时三分区机关驻雪涡县裴桥集(今属永城市）。1948年11月2日豫皖苏三分区商南支队在站集区蔺庙一带拦截阻击孙元良兵团先头部队一昼夜。11月6日，三分区遵照邓小平、陈毅指示，扫清战场西部城镇之敌，分区第36团、6团、骑兵大队、炮兵连及夏邑大队围攻夏邑县城于16日解放县城，县长李春茂、保安团长李子玉以下官兵2200余人投诚。36团与五分区、二分区的两个团合编为张国华指挥的豫皖苏支队5000余人，接替华野六纵十八师在鲍家集至高皇集地段的宿南阻击战任务。12月7日晨，三分区武装一部和雪枫县太丘区队、民兵与冀鲁豫三分区武装配合，将逃至张庄一带的孙元良兵团第125师残部包围。该师师长陈士俊、副师长黄崇凯以下官兵1600多人被迫投降。一区队、民兵配合三纵骑兵团一部将逃至永亳交界处的第124师残部围歼，毙俘第四十一军副军长杨熙宇、师长严翊以下官兵1300余人，缴获其4卡车枪弹及电台、银元、骡马等物资。12月8日商鹿大队配合三分区武装在芦庙境内将敌第四十七军副军长李家英以下官兵400余人俘获。1948年12月8日，豫皖苏分区、豫皖苏军区联合发出《关于捕捉散兵、维护社会治安的紧急通令》，要求各地政府、地方武装、民兵及全区群众联防戒严，打一场歼灭、收容溃敌的特殊战争。第四十一军军长胡临聪及随从在商鹿县枣子集附近被三角楼民兵队长王克进等人活捉。杜聿明被张老庄农民段庆香发现，随即被华野四纵十一师卫生处休养连俘虏。雪商亳县就建立了8个转运站招待伤员20264名。

- 第四分区：1947年初豫皖苏区党委指示其所属第二地委开辟沙河以南地区。1947年8月，刘邓大军千里跃进大别山，路经沙南，留下部分武装，开辟沙南新区。新四军第五师中原突围部队改编的晋冀鲁豫野战军第十二纵队从豫北渡黄河南下，1947年11月中旬到达淮阳地区；1947年11月下旬，黄霖、程耀德带一个警卫班和部分随从人员从淮阳出发，渡过沙河，到达沈丘。在豫皖苏军区独立旅和豫皖苏二分区部队已解放的临泉、沈丘、项城三县的原沙南工委的基础上，在沈丘莲池成立了豫皖苏分局第四地委，黄霖任第四地委书记兼军分区政委，程耀德任豫皖苏军区第四军分区司令员。地域为淮河以北、沙河以南、阜颍以西、平汉铁路以东的广大地域，辖3团、7团、骑兵团、特务营、侦察连、骑兵连和沈丘、临泉县、临泉市、新蔡、泉阳、泉南、阜南、颍阜等8个县(市)大队，共8000余人。分区机关开始活动在汝南、项城以北地区，以后逐渐向南，向东转移，在临泉的吕寨、阜南的地里城都驻过一段时间，淮海战役后移驻临泉城。地委书记兼军分区政委黄霖、杜润生(1948年3月—6月)、李广(1948年10月)；分区司令员程跃德(程道荣，1947年10月任七、八天后叛逃)、黄霖（兼，1948年3月调任三纵八旅长）、宋文；专员雷敏之(雷鼎三)；副司令员钟国琴(1948年2月—1949年2月)。副政委李一非(兼1947年10月—1949年2月)。参谋长孙靖宇(1948年3月—1949年2月)。政治部主任黎钊(1947年底任副主任，后改主任)。后勤部长黄志和。辖16县：沈丘、临泉、新蔡、阜南县、原墙县（太和北部）、（临）泉南县、上蔡、项城、商水、汝（南）北县、汝南县、遂平、西平、正阳、息县、确山县。1948年4月10日，豫皖苏边区行政公署通令辖县过多的第4专区析置七、八专区：“原四专署西北办事处，改建为第七专署”，辖沙河以南的商水、项城、上蔡3县；“原四专署西南办事处，改建为第八专署”，辖汝河以南的汝南、正阳、息、汝（南）正（阳）、汝（南）正（阳）确（山）5县。1948年设（临）泉（阜）阳、颍（上）阜（阳）县，撤原墙县、汝北县，西平县、遂平县划属豫陕鄂边区，5月确山县划属桐柏区。设5月设槐店市（沈邱县城），7月设临泉市，8月设阜阳市。

- 第五分区：1947年7月，豫皖苏区开辟黄泛区及平汉路以东、陇海路以南地区，建立五地委、第五军分区，调王其梅任地委书记兼司令员、政委。辖9县：西华、扶沟、通许县（达生县10月改设）、尉氏、鄢陵、许昌、鄢（陵）商（水）西（华）县、临颍、郾城；许昌县12月析置许昌市。1948年撤鄢商西县；3月郾城、舞阳析置沙（河）北县，许昌县、襄城县析置许（昌）西县（5月划属豫陕鄂边区）；4月设开（封）陈（留）县，7月设中牟县，11月设长（葛）洧（川）县，12月临颍县划属豫西区。9月复设许昌市（12月划属豫西区）。

- 第六分区：1947年10月22日，在涡、阜、太边缘地区组建豫皖苏六分区。区党委组织部长何启光调任六地委书记，副书记刘崇光，组织部长姚子健，宣传部长吴倩（女），三分区司令员李浩然调任六分区司令员，政委何启光兼，副司令员夏云飞，政治部副主任洪流，六专署专员鞠华，副专员李晨兼涡亳县长。辖6县：涡（阳）亳（县）、涡（阳）南、阜（阳）北、蒙城、凤台、颍上。改涡南县为涡阳县、阜（阳）北县为阜阳县，12月凤台县析置阚疃县，设怀远县。
  - 豫皖苏军区6分区11团：46年底，华中8分区改为豫皖苏3分区，所辖2支队也改称豫皖苏3分区2支队，由原9个连缩编为3个连，为2、3、4连。47年4月份，组建5连。47年10月份，成立6分区，2支队划骨归6分区。47年11月，2支队与阜阳支队，合编为11团。49年3月，该团改为54师161团。
  - 豫皖苏军区6分区12团：前身是永城县的新四军地方武装,后改为华中8分区4支队。1946年12日，豫皖苏军区成立，华中8分区4支队改为豫皖苏3分区4支队。1947年底3分区4支队划归6分区，改为5团，后改称为12团。

- 第七分区：1948年4月10日，豫皖苏边区行政公署通令辖县过多的第4专区析置七、八专区：“原四专署西北办事处，改建为第七专署”，辖沙河以南的商水、项城、上蔡3县。张太生任七地委书记兼七分区司令员兼政治委员，副司令员甘炎林，副政委安明。1948年10月在上蔡、西平、郾城、商水4县交界地区建立洪河县委同时成立洪河县武装大队，张策兼政委。

- 第八分区：4月10日，豫皖苏边区行政公署通令辖县过多的第4专区析置七、八专区：“原四专署西南办事处，改建为第八专署”，辖汝河以南的汝南、正阳、息、汝（南）正（阳）、汝（南）正（阳）确（山）5县。由晋冀鲁豫野战军第一纵队在淮西创建八分区，司令员匡斌，政治委员谭冠三，副司令员卜萬科，副政委李成芳、郑思群。专员王更生(王苏)